# Lindry
Lindry ist eine französische Gemeinde mit 1.334 Einwohnern (Stand: 1. Januar 2022) im Département Yonne in der Region Bourgogne-Franche-Comté (bis 2015: Burgund). Die Gemeinde gehört zum Arrondissement Auxerre, zum Kanton Auxerre-1 (bis 2015: Kanton Toucy) und zum Gemeindeverband Communauté d’agglomération de l’Auxerrois. 

## Geografie
Lindry liegt am Rand der Landschaft Puisaye, etwa zehn Kilometer westlich von Auxerre. Umgeben wird Lindry von den Nachbargemeinden Poilly-sur-Tholon im Norden, Charbuy im Norden und Nordosten, Villefargeau im Osten, Chevannes im Südosten, Pourrain im Süden sowie Beauvoir und Égleny im Westen.

## Bevölkerungsentwicklung
| Jahr                      | 1962 | 1968 | 1975 | 1982 | 1990 | 1999 | 200  | 2013 |
| Einwohner                 | 522  | 521  | 581  | 814  | 906  | 950  | 1176 | 1383 |
| Quelle: Cassini und INSEE |      |      |      |      |      |      |      |      |

## Sehenswürdigkeiten
- Kirche Sainte-Geneviève aus dem 12. Jahrhundert

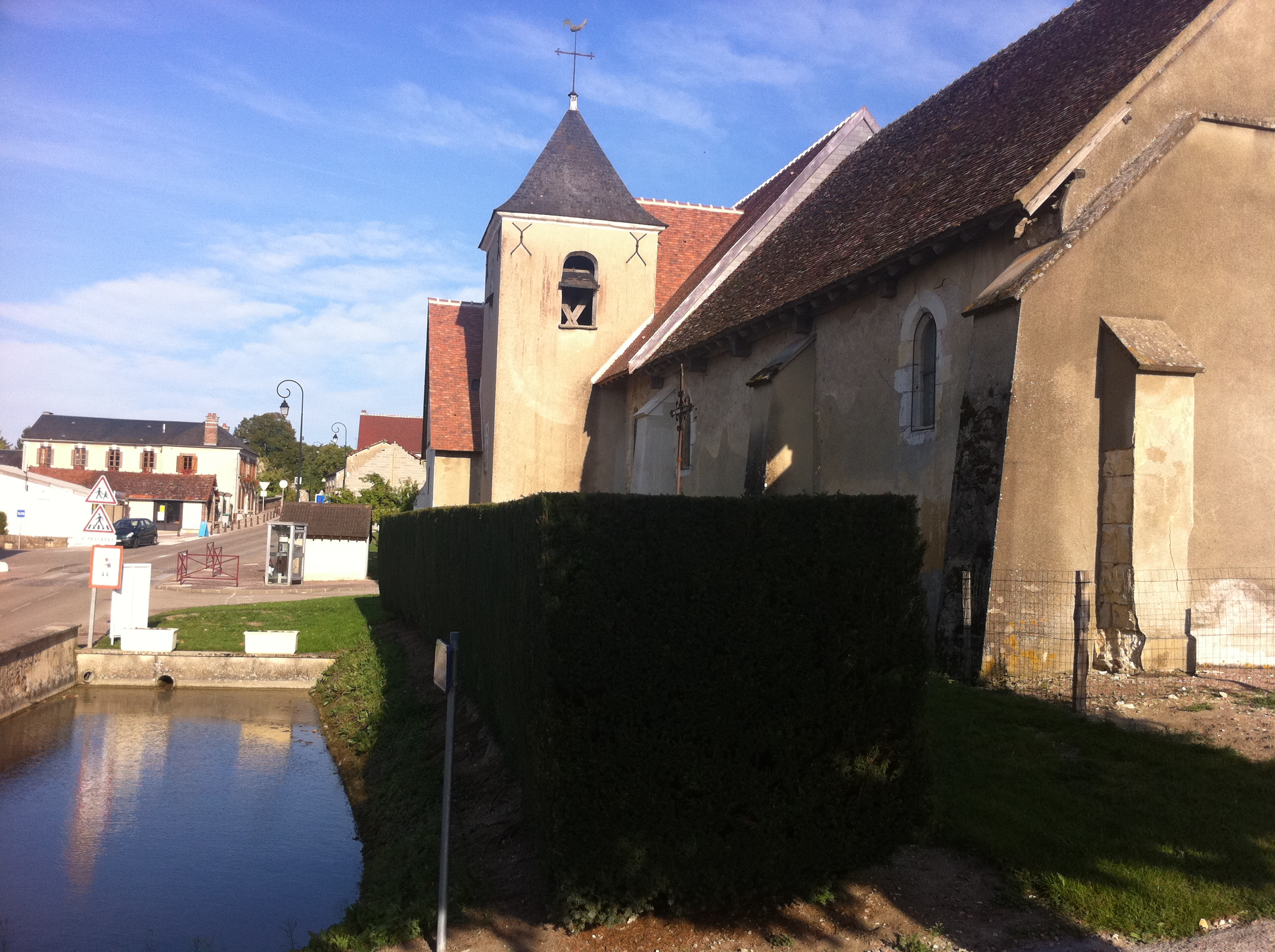
Kirche Sainte-Geneviève